# Gonista damingshanus
Gonista damingshanus är en insektsart som beskrevs av Li, Lu, Jiang och Meng 1991. Gonista damingshanus ingår i släktet Gonista och familjen gräshoppor. Inga underarter finns listade i Catalogue of Life.